# Sparta Brodnica
Sparta Brodnica – polski klub piłkarski z siedzibą w Brodnicy, założony w 1913 r. Od sezonu 2016/17 występuje w IV lidze (grupa kujawsko-pomorska).

## Sukcesy
- Mistrzostwo IV ligi (3): 1997/98, 2010/11, 2013/14
- 5 czerwca 1960 Sparta zdobywcą Pucharu Gazety Pomorskiej (Sparta Brodnica – Lech Rypin 2:1)
- 1984 MGSKS Start zdobywcą Pucharu Polski na szczeblu okręgu  (MGSKS Start Brodnica 1:1 Elana Toruń, w karnych lepsi brodniczanie)[2]
- Występy w III lidze (obecnie: II liga polska w piłce nożnej) w latach: 1994–1995, 1998–1999, 1999–2003
- Zawodnik Sparty Brodnica Łukasz Fabiański razem z Reprezentacją Polski do lat 17 (rocznik 1985) prowadzoną przez Andrzeja Zamilskiego wygrał silnie obsadzony i prestiżowy IX turniej imienia trenera Václava Ježeka. Na imprezie rozgrywanej w Czechach podopieczni Andrzeja Zamilskiego doszli do finału, w którym zwyciężyli po rzutach karnych (6:5) drużynę gospodarzy a piłkarz Sparty Brodnica Łukasz Fabiański został wybrany najlepszym golkiperem imprezy[3].
- 2010 półfinał Pucharu Polski 2009/2010 na szczeblu KPZPN (BKS Sparta – Lech Dim Rypin 2:0, Lech Dim Rypin – BKS Sparta 3:0)[4]
- 2011 półfinał Pucharu Polski 2010/2011 na szczeblu KPZPN (BKS Sparta/Unifreeze – Wda Świecie 2:1, Wda Świecie – BKS Sparta/Unifreeze 1:1)[5]
- 2011 finał Pucharu Polski 2010/2011 na szczeblu KPZPN (Lech Dim Rypin – BKS Sparta/Unifreeze 2:1, BKS Sparta/Unifreeze – Lech Dim Rypin 1:4)[5]

## Historia klubu
Za datę powstania klubu uznaje się prawidłowo rok 1913, lecz według innych źródeł przyjmuje się błędnie, że jest to rok 1924 (zmiana nazwy) lub 1928. Ostatnia podana data może być związana ze stacjonującym wówczas w Brodnicy 67pp. Podjęto wtedy inicjatywę budowy stadionu miejskiego.
- 13.05.1913 r. – przy Gimnazjum Miejskim powstaje Gymnasial Fussbal Club.
- 1924 r. – zmiana nazwy na Gimnazjalny Klub Sportowy.
- 1927–1930 – budowa Stadionu Miejskiego przez stacjonujący w Brodnicy 67pp.
- 1933 r. – stworzono Klub Piłkarski Brodniczanka – inicjatorem powstania klubu był kierownik miejskiej drogerii pan Jędryszko. W skład pierwszego zespołu seniorów wchodzili m.in.: T. Psuty, Jędryczko, B. Landowski, L. Bojanowski, J. Sucheński, Kluczkowski, Pankowski, Pruszkowski, P. Wiśniewski. Prowadzone są zajęcia również z drużyną juniorów.
- 1939–1945 (okres wojny i okupacji) – brak danych o działalności sportowej na terenie Brodnicy.
- 1945 r. – powstaje Milicyjny Klub Sportowy Gwardia – w jego skład wchodzą sekcje: lekkiej atletyki i piłki nożnej. W piłkarskiej drużynie seniorów grali: E. Gółkowski, H. Larianow, H. Błaszczyk, Styliński, H. Dobiegała, F. Kozłowski, B. Lewandowski, F. Lewandowski, K. Jasiński, E. Nowak, T. Kwiatkowski, T. Kruszczyński, K. Roch, Porankiewicz. Opiekunem społecznym piłkarzy był Jan Sucheński, trenerem pan B. Landowski, a w późniejszym okresie Porankiewicz – byli piłkarze przedwojennej Brodniczanki. W latach 50. w klubie działają sekcje bokserska i piłki siatkowej. Notują one wówczas większe sukcesy od wiodącej dyscypliny jaką zawsze w historii brodnickiego sportu była piłka nożna.
- 1956 r. – rozwiązanie KS Gwardia.
- 1956 r. – powstaje LZS Brodniczanka – klub działający przy PGR Brodnica – Zamek, przejęcie części piłkarzy z KS Gwardia.
- 1956 r. – Zakładowy Klub Sportowy Spójnia działający od 1952 r. przy Zakładach Mięsnych w Brodnicy zasilony częścią piłkarzy Gwardii zostaje przemianowany na klub o nazwie Sparta i nazwa ta na trwale zaznacza się w sportowej historii miasta.
- 1959 r. – rozwiązano LZS Brodniczanka. Sparta jako jedyny pozostały w mieście klub seniorów uczestniczy w rozgrywkach ligowych – klasa A województwa bydgoskiego. Trenerzy tego okresu to: W. Schrajber, W.Jakubowski, kierownik drużyny: E. Nowak. Przez wiele lat piłkarzom opiekę lekarską zapewnia pan dr Ryszard Kowalski. Wyróżniający się zawodnicy to: Zygmunt Nowakowski – grający na pozycji stopera, L. Wiśniewski, J. Żukowski, L. Żukowski, R. Machalski, J. Kleszewski, H. Zdunkowski.
- 1976 r. – patronat nad klubem obejmuje spółdzielczość i następuje kolejne przemianowanie na Spółdzielczy Klub Sportowy Start. Z Inicjatywy Spółdzielni Inwalidów „Jedność” w Brodnicy klub otrzymuje obecną siedzibę przy ul.Królowej Jadwigi. Na początku lat 80. używana była przez pewien czas nazwa Start-Brodniczanka lub Brodniczanka, jednak nie była to nazwa oficjalna klubu.
- 7 stycznia 1983 r. – zmiana nazwy na Miejsko-Gminny Spółdzielczy Klub Sportowy Start. Klub posiada sekcje: piłka nożna, siatkówka, tenis stołowy, boks, istnieje także sekcja młodzieżowa piłki ręcznej.
- Zarząd Klubu z okresu zmiany nazwy to: prezes – Jerzy Muzalewski, wiceprezes ds. ekonomicznych – Mieczysław Łukowski, wiceprezes ds. szkoleniowych – Wiesław Wincenciak, wiceprezes – Waldemar Słupiński. Członkowie zarządu: Janusz Rosik (ds. piłki siatkowej), Roman Stefański (ds. sportu masowego), Roman Zarecki (ds. piłki nożnej), Janusz Włodarczyk (ds. tenisa stołowego), Ryszard Marut (ds. boksu). Sekretarz Klubu i kierownik biura: Roman Balewski.
- Kadra szkoleniowa sekcji piłkarskiej to: Kierownik Sekcji: Roman Zarecki. Trener-instruktor Start I: Andrzej Kruza, kierownik drużyny: Józef Sarnowski. Trener-instruktor Start II: Waldemar Jarzyński, kierownik drużyny: Zbigniew Wąchalski. Juniorzy młodsi: trener-instruktor Wojciech Bednarek. Trampkarze: trener-instruktor Mieczysław Łukowski. Seniorzy i juniorzy piłki nożnej uczestniczą w rozgrywkach A klasy i ligi wojewódzkiej.
- 1980–1993 – okres, w którym klub stopniowo przekształca się w klub wyłącznie piłkarski. Kolejno znikają pozostałe dyscypliny sportowe. Na pewien czas, za prezesury pana Eugeniusza Perlińskiego (1988- 1992), reaktywuje się sekcja bokserska, ale i ta dyscyplina po pewnym czasie znika z działalności Klubu. Drużyny piłkarskie z różnym powodzeniem uczestniczą w rozgrywkach lig i klas okręgowych.
- 1994 r. – rocznica 70-lecia istnienia klubu. Z tej okazji klub powraca do wcześniejszej nazwy, przyjmując od tej pory nazywę KS SPARTA i swoje logo. W tym też roku drużyna piłkarska awansuje do III ligi (sezon 1993/94).
- Skład zespołu w tym okresie: Grzegorz Bała, Marian Dembiński, Krzysztof Goździkowski, Krystian Kościński, Jerzy Łukaszewski, Tomasz Maćkowski, Mariusz Ogórek, Tomasz Felczak, Mirosław Ratkowski, Marek Rożnowski, Leszek Sorbjan, Rafał Szałkowski, Tomasz Warczachowski, Rafał Wasiłow, Mariusz Wysocki, Jacek Nadarzewski, Krzysztof Zembrzycki i Jarosław Zembrzycki
- Prezesem Klubu jest Henryk Zdunkowski (1992–1995).
- 1995 r. – wiosna 1995 r. kończy się spadkiem do ligi okręgowej (IV liga).
- 1995–1998 – uczestnictwo piłkarskiej drużyny klubowej w rozgrywkach ligi okręgowej. Wiosna 1998 r. mistrzostwo klasy okręgowej, a po zwycięskich barażach awans do III ligi – trener zespołu Walenty Guścin.
- Prezesem Klubu jest Leszek Wałdowski.
- 1998–2003 – uczestnictwo w rozgrywkach III ligi. Pojawia się sponsor, którym zostaje firma Halex, zmiana nazwy klubu na SPARTA-HALEX. Kolejnym sponsorem jest firma Digger. Zmiana nazwy, tym razem na SPARTA – DIGGER.
- 2002 – 2003 – kończy się współpraca ze sponsorem i znowu klub nosi nazwę KS SPARTA.
- 2002/03 – spadek do IV ligi. KS Sparta gra w grupie: kujawsko-pomorskiej.
- 2009/10 – Sparta Brodnica gra o awans do III ligi. Na koniec rundy jesiennej zespół zajął 7. miejsce w tabeli IV ligi, ze stratą 19 punktów do lidera Unii Solec Kujawski, jednak dzięki trafionym transferom dokonanym w czasie przerwy w rozgrywkach i owocnej pracy nowego trenera Waldemara Jarzyńskiego Sparta była czarnym koniem rundy wiosennej, w której przegrała tylko jedno spotkanie 1-0 ze Startem Radziejów i awansowała na III miejsce w tabeli IV ligi na koniec sezonu[6].
- 7 lipca 2010 – W wyniku umowy między zarządami klubów Sparty Brodnica i Unifreeze Miesiączkowo powstają dwie drużyny. Jedna zasilona piłkarzami Unifreeze będzie występowała w IV lidze pod nazwą i herbem Sparty Brodnica (Sparta/Unifreeze). Druga drużyna ma występować w klasie okręgowej, grupa: kujawsko-pomorska I pod nazwą Sparta II Dortom Brodnica[7]. Tym samym KS Unifreeze scedował prawo do gry drużyny seniorów w IV lidze na Spartę[8][9].
- 2010/11 – W rundzie jesiennej Sparta Unifreeze Brodnica odnosi 13 zwycięstw, 1 remis oraz 1 porażkę dzięki czemu zajmuje na jej koniec 1 miejsce z dorobkiem 40 punktów (bilans bramek: 36:9) w IV lidze (grupa: kujawsko-pomorska)[10]. W grudniu 2010 następuje zmiana na stanowisku trenera. Za Waldemara Jarzyńskiego przychodzi Dariusz Kołacki[11]. W rundzie wiosennej Sparta Unifreeze Brodnica odnosi 12 zwycięstw, 1 remis oraz 2 porażki i zajmuje na jej koniec 1 miejsce w tabeli ligowej. Z dorobkiem 77 punktów (bilans bramek: 67:17) Sparta awansuje do III ligi

## Historyczne nazwy klubu
| Rok 1913            |                                           | Gymnasial Fussbal Club    | |
| Rok 1924            |                                           | Gimnazjalny Klub Sportowy | |
| Rok 1933            | Klub Piłkarski                            | Brodniczanka              | |
| Rok 1945            | Milicyjny Klub Sportowy                   | Gwardia                   | Rok 1956 – rozwiązanie KS „ Gwardia”. |
| Rok 1952            | Zakładowy Klub Sportowy                   | Spójnia                   | |
| Rok 1956            | LZS                                       | Brodniczanka              | Rok 1959 rozwiązany zostaje LZS „Brodniczanka” |
| Rok 1956            |                                           | Sparta                    | Zakładowy Klub Sportowy „Spójnia” przemianowany na klub o nazwie „Sparta”                                                                                                  |
| Rok 1976            | Spółdzielczy Klub Sportowy                | Start                     | |
| Rok 1983            | Miejsko-Gminny Spółdzielczy Klub Sportowy | Start                     | |
| Rok 1994            | KS                                        | Sparta                    | |
| Rok 1998/9          |                                           | Sparta-Halex              | |
| Rok 2001/2          |                                           | Sparta-Digger             | |
| Rok 2002/3          | KS                                        | Sparta                    | |
| Rok 2004            | Brodnicki Klub Sportowy                   | Sparta                    | |
| Rok 2010 (7 lipca)  | Brodnicki Klub Sportowy                   | Sparta/Unifreeze          | Następuje połączenie zespołów BKS Sparty i KS Unifreeze. KS Unifreeze Miesiączkowo przekazuje część swoich piłkarzy Sparcie. Gra w IV lidze odbywa się na licencji Sparty. |
| Rok 2011 (czerwiec) | Brodnicki Klub Sportowy                   | Sparta                    | Unifreeze Miesiączkowo wypowiada porozumienie zawarte w 2010 roku ze Spartą Brodnica o współpracy i połączeniu klubów z Brodnicy i Miesiączkowa.                           |

## Pozycje ligowe od sezonu 1991/92
Od 1992 r
| Sezon      |                                                                  | Liga                                                                           | Pozycja | Punkty | Bramki | Uwagi                                    |
| ---------- | ---------------------------------------------------------------- | ------------------------------------------------------------------------------ | ------- | ------ | ------ | ---------------------------------------- |
| 1991/92    | IV                                                               | Klasa okręgowa (grupa Toruń)                                                   | 9       | 19     | 44:51  |                                          |
| 1992/93    | IV                                                               | Klasa okręgowa (grupa Toruń)                                                   | 4       | 33     | 59:40  |                                          |
| 1993/94    | IV                                                               | Klasa okręgowa (grupa Toruń)                                                   | 1       | 49     | 79:16  | awans                                    |
| 1994/95    | III                                                              | III liga (grupa gdańska)                                                       | 15      | 22     | 55:74  | spadek                                   |
| 1995/96    | IV                                                               | Klasa okręgowa                                                                 | 4       | 56     | 76:47  |                                          |
| 1996/97    | IV                                                               | IV liga (grupa Toruń)                                                          | 5       | 46     | 56-29  |                                          |
| 1997/98    | IV                                                               | IV liga (grupa Toruń)                                                          | 1       | 79     | 110:14 | awans                                    |
| 1998/99    | III                                                              | III liga (grupa północno-wschodnia)                                            | 5       | 55     | 40:29  |                                          |
| 1999/00    | III                                                              | III liga (grupa północno-wschodnia)                                            | 9       | 44     | 32:31  |                                          |
| 2000/01    | III                                                              | III liga grupa: 2 (Pomorze Zachodnie, Pomorze, Wielkopolska, Kujawy i Pomorze) | 6       | 59     | 59:45  |                                          |
| 2001/02    | III                                                              | III liga grupa: 2 (Pomorze Zachodnie, Pomorze, Wielkopolska, Kujawy i Pomorze) | 10      | 54     | 52:39  |                                          |
| 2002/03    | III                                                              | III liga grupa: 2 (Pomorze Zachodnie, Pomorze, Wielkopolska, Kujawy i Pomorze) | 14      | 37     | 36:48  | spadek                                   |
| 2003/04    | IV                                                               | IV liga (grupa kujawsko-pomorska)                                              | 12      | 33     | 35:59  |                                          |
| 2004/05    | IV                                                               | IV liga (grupa kujawsko-pomorska)                                              | 5       | 49     | 51:33  |                                          |
| 2005/06    | IV                                                               | IV liga (grupa kujawsko-pomorska)                                              | 2       | 58     | 55:37  |                                          |
| 2006/07    | IV                                                               | IV liga (grupa kujawsko-pomorska)                                              | 13      | 36     | 35:42  |                                          |
| 2007/08    | IV                                                               | IV liga (grupa kujawsko-pomorska)                                              | 13      | 25     | 26:62  |                                          |
| 07.01.2008 | Reforma systemu męskich ligowych rozgrywek piłkarskich w Polsce. | Reforma systemu męskich ligowych rozgrywek piłkarskich w Polsce.               |         |        |        |                                          |
| 2008/09    | V                                                                | IV liga (grupa kujawsko-pomorska)                                              | 12      | 36     | 53:53  |                                          |
| 2009/10    | V                                                                | IV liga (grupa kujawsko-pomorska)                                              | 3       | 56     | 53:32  |                                          |
| 2010/11    | V                                                                | IV liga (grupa kujawsko-pomorska)                                              | 1       | 77     | 67:17  | awans                                    |
| 2011/12    | IV                                                               | III liga (grupa kujawsko-pomorsko-wielkopolska)                                | 14      | 33     | 27:50  | spadek                                   |
| 2012/13    | V                                                                | IV liga (grupa kujawsko-pomorska)                                              | 4       | 53     | 50:40  |                                          |
| 2013/14    | V                                                                | IV liga (grupa kujawsko-pomorska)                                              | 1       | 79     | 91:19  | awans                                    |
| 2014/15    | IV                                                               | III liga (grupa kujawsko-pomorsko-wielkopolska)                                | 9       | 52     | 49:45  |                                          |
| 2015/16    | IV                                                               | III liga (grupa kujawsko-pomorsko-wielkopolska)                                | 15      | 22     | 26:55  | spadek                                   |
| 2016/17    | V                                                                | IV liga (grupa kujawsko-pomorska)                                              | 10      | 50     | 58:45  |                                          |
| 2017/18    | V                                                                | IV liga (grupa kujawsko-pomorska)                                              | 5       | 59     | 55:40  |                                          |
| 2018/19    | V                                                                | IV liga (grupa kujawsko-pomorska)                                              | 3       | 63     | 54:36  |                                          |
| 2019/20    | V                                                                | IV liga (grupa kujawsko-pomorska)                                              | 6       | 30     | 29:16  | sezon przerwany po 17 kolejkach ligowych |
| 2020/21    | V                                                                | IV liga (grupa kujawsko-pomorska)                                              | 12      | 40     | 47:34  |                                          |
| 2021/22    | V                                                                | IV liga (grupa kujawsko-pomorska)                                              | 7       | 53     | 55:52  |                                          |
| 2022/23    | V                                                                | IV liga (grupa kujawsko-pomorska)                                              | 9       | 51     | 74:61  |                                          |
| 2023/24    | V                                                                | IV liga (grupa kujawsko-pomorska)                                              | 11      | 49     | 64:59  |                                          |
| 2024/25    | V                                                                | IV liga (grupa kujawsko-pomorska)                                              | 8       | 52     | 56:48  |                                          |

| Oznaczenie kolorami               |
| --------------------------------- |
| Ekstraklasa (I poziom ligowy)     |
| I Liga (II poziom ligowy)         |
| II Liga (III poziom ligowy)       |
| III Liga (IV poziom ligowy)       |
| IV Liga (V poziom ligowy)         |
| Klasa okręgowa (VI poziom ligowy) |

## Królowie strzelców w barwach Sparty
| Zawodnik             | Liczba goli | Liga                                                         | Sezon   |
| -------------------- | ----------- | ------------------------------------------------------------ | ------- |
| Krzysztof Kretkowski | 22          | III liga (grupa II)                                          | 2014/15 |
| Krzysztof Kretkowski | 31          | IV liga                                                      | 2013/14 |
| Grzegorz Bała        | ?           | Kilkukrotny zdobywca korony króla strzelców w barwach Sparty | ?       |

## Trenerzy Sparty
- Krystian Janczak od stycznia 2024 roku[20]
- Tomasz Paczkowski: 1 lipca 2021 roku[21] – koniec 2023
- Damian Łukasik: 15 kwietnia 2021[22]  – czerwiec 2021
- Łukasz Kaliszewski: 10 listopada 2016 – 27 marca 2021
- Dariusz Koprowski: 20 września 2016 – listopad 2016
- Waldemar Jarzyński: lipiec 2016 – wrzesień 2016
- Maciej Grzybowski: czerwiec 2015 – czerwiec 2016
- Sławomir Suchomski: 19.03.2015 r. – 12.06.2015 r.[23][24]
- Grzegorz Lewandowski: 17.03.2015 r. – 18.03.2015 r. (Lewandowski po jednym dniu rezygnuje z funkcji i tym samym przechodzi do historii klubu jako trener, który najkrócej w dziejach był trenerem Sparty)[25][26]
- Tomasz Asensky: 27.08.2014 r. – 13.03.2015 r. (mimo obowiązywania umowy do czerwca 2015 roku, Asensky 13 marca jednostronnie ją wypowiada pozostawiając klub przed samym rozpoczęciem rundy wiosennej sezonu 2014/15)[27]
- Dariusz Koprowski: lipiec 2013 r. – 25.08.2014 r.
- Maciej Grzybowski: 29.04.2013 r. – 28.06.2013 r.[28]
- Wałentyn Huszczyn: 22.06.2012 r. – 29.04.2013 r.
- Dariusz Durda: 26.04.2012 r. – 26.05.2012 r.
- Patryk Kupczyk: 22.09.2011 r. – 25.04.2012 r.
- Dariusz Kołacki: 22.11.2010 – 21.09.2011 r.
- Waldemar Jarzyński: (?) – grudzień 2010
- Andrzej Błaszkowski 2009/10
- Mirosław Ratkowski (?)
- Dariusz Durda (od 14 stycznia 2008)
- Janusz Małecki (od 9 stycznia 2007)
- Grzegorz Bała,  Janusz Małecki i  Lucjan Wiśniewski (od 3 listopada 2006)
- Jerzy Jastrzębowski: 29.09.2004 – 2005
- Krzysztof Korpalski od rundy wiosennej 2003/04
- Valentin Guścin 2003
- Mariusz Modracki: grudzień 2001 – 2003
- Jerzy Jastrzębowski: 2000 – grudzień 2001

## Derby powiatu brodnickiego
Derby powiatu brodnickiego stały się możliwe dzięki awansowi Unifreeze Miesiączkowo w 2009 roku z klasy okręgowej (grupy: kujawsko-pomorskiej I) do IV ligi gdzie występowała BKS Sparta Brodnica.
Do pierwszego meczu pomiędzy Spartą Brodnica i Unifreeze Miesiączkowo doszło 12 września 2009 na Stadione OSiR w Brodnicy o godzinie 16:00. Zakończyła się ona zwycięstwem 2:1 (1:1) Sparty. Niestety na boisku doszło do kilku nieprzyjemnych sytuacji. Piłkarze Unifreeze Miesiączkowo celowo grali na czas, na trybuny został wyrzucony trener gości, a Grzegorz Bała, dawny napastnik brodnickiego klubu, a wówczas zawodnik Unifreeze Miesiączkowo uderzył łokciem gracza Sparty Adriana Kurala i spowodował rozcięcie jego łuku brwiowego. Rywalizacje zakończyły się po jednym sezonie, kiedy doszło do fuzji tych dwóch klubów.
Kolejną drużyną, która zmierzyła się z brodnicką Spartą w meczach derbowych był Naprzód Jabłonowo Pomorskie po swoim historycznym awansie do IV ligi w 2015 roku.
Stan na 24 kwietnia 2010
| Wszystkie mecze |                            |        |                                   |
| Mecze           | Zwycięstwa Sparty Brodnica | Remisy | Zwycięstwa Unifreeze Miesiączkowo |
| 2               | 2                          | 0      | 0                                 |

Stan na 9 lipca 2018 (tylko sezony 2016/17, 2017/18)
| Wszystkie mecze |                            |        |                                         |
| Mecze           | Zwycięstwa Sparty Brodnica | Remisy | Zwycięstwa Naprzodu Jabłonowo Pomorskie |
| 4               | 2                          | 0      | 2                                       |

## Stadion
Klub rozgrywa mecze w roli gospodarza na Stadionie Miejskiego Ośrodka Sportu i Rekreacji w Brodnicy przy ul. Królowej Jadwigi 5. Obiekt ten został wybudowany na przełomie 1927/1930 r. Stadion w swojej historii był kilkakrotnie przebudowywany.
- Nazwa: Stadion Miejski OSiR
- Adres: ul. Królowej Jadwigi 5
- Rok budowy: 1927-1930
- Boisko główne: wymiary 105,2 na 66,16 metra
- Pojemność: 2500 miejsc (w tym 945 miejsc siedzących)
- Klatka dla kibiców drużyny gości na około 120 miejsc
- Oświetlenie: brak
- Podgrzewana murawa: brak
- Boisko boczne: wymiary 95,2 na 47,8 metra
- Pojemność: 230 miejsc siedzących na trybunach
- Oświetlenie: brak
- Podgrzewana murawa: brak

Ze względu na przebudowę stadionu, rundę wiosenną 2018 r. klub rozgrywa na wyjazadach.

## Barwy i herb
Barwy klubowe: żółto – czarne        

## Kibice i rywale
BKS Sparta jest klubem, który ma kibiców w mieście Brodnica i w jego okolicach (przez pewien czas do 17 września 2016 roku istniał Fan Club w Jabłonowie Pomorskim).
Główni rywale Sparty Brodnica zmieniali się na przestrzeni lat. Lokalnym, "odwiecznym" przeciwnikiem jest Lech Rypin, obecnie zespoły z Brodnicy i Rypina grają na tym samym poziomie ligowym. Od sezonu 2020/21 równie ważne dla kibiców Sparty są mecze z takimi klubami jak: Zawisza Bydgoszcz, Włocłavia Włocławek, Wda Świecie czy spotkania z Cuiavią Inowrocław. Dawniej największe emocje wśród brodnickich kibiców wyzwalały mecze z Elaną Toruń i Zawiszą Bydgoszcz oraz z Arką Gdynia, Flotą Świnoujście, Kotwicą Kołobrzeg, Lechią/Polonią Gdańsk, Wartą Poznań, Lechem II Poznań czy z Amicą II Wronki. To z nimi brodniczanie walczyli w swych najlepszych sezonach rozegranych w starej III lidze.

## Stowarzyszenie kibiców
Stowarzyszeniem kibiców BKS Sparty Brodnica jest nieoficjalna grupa ultras, która nosi nazwę Gialloneri. Oznacza to we włoskim języku żółto-czarni        . Wydają oni szaliki klubowe, czapki, wlepki a także chusty. Grupa Gialloneri organizuje wiele akcji, np.: zachęca mieszkańców do udziału w meczach (dba o frekwencję), drukuje plakaty, organizuje wyjazdy na mecze, zbiórki w czasie meczów na oprawy i same oprawy.

## Kluby filialne
W sezonie 2010/2011 Sparta Brodnica miała podpisaną umowę o współpracy z jednym klubem. Był nim KS Unifreeze Miesiączkowo, które w sezonie 2009/2010 grało w IV lidze i na koniec sezonu wywalczyło w niej 11 miejsce. W sezonie 2010/2011 drużyna z Miesiączkowa zaczęło rozgrywki w klasie okręgowej, grupa: kujawsko-pomorska I pod nazwą Sparta II Dortom Brodnica jednak po rundzie jesiennej zespół wycofał się rozgrywek. W czerwcu 2011 roku KS Unifreeze wypowiedział także umowę o współpracy i połączeniu klubów z Brodnicy i Miesiaczkowa.